# Der Tod und der Holzfäller

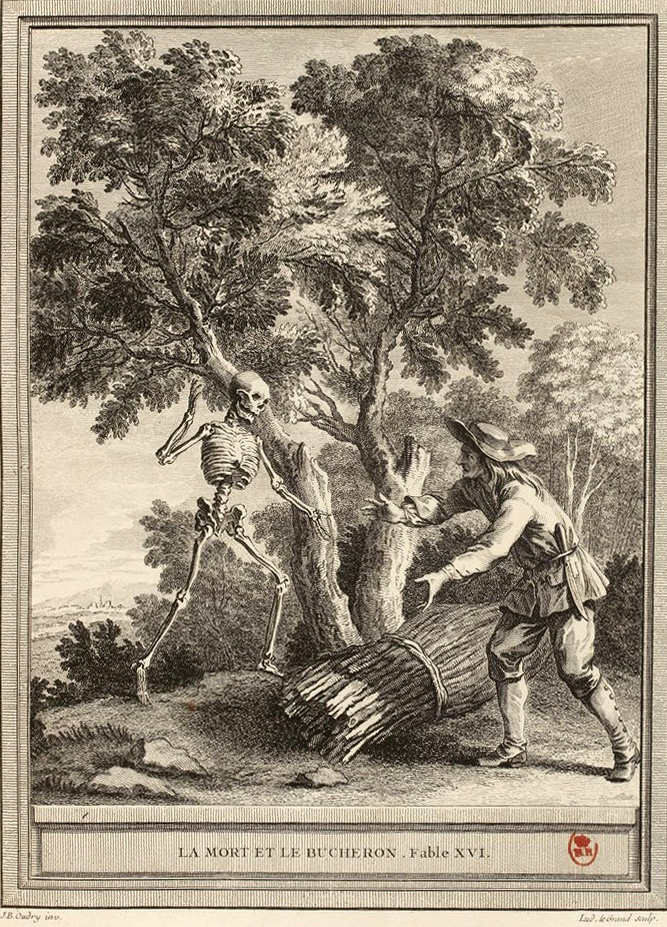
La mort et le bûcheron

Der Tod und der Holzfäller (französisch La mort et le bûcheron) ist die 16. Fabel aus dem ersten Buch der Sammlung Fables Choisies, Mises En Vers von Jean de La Fontaine. Sie schildert das Wehklagen eines Holzfällers, der in seiner Verzweiflung den Tod anruft, bei dessen Erscheinen aber nur wünscht, dass dieser ihm hilft, sein Holzbündel zu schultern.

## Analyse
Die Moral der Fabel ist bei La Fontaine im Wesentlichen die gleiche wie in der Fabel „Greis und Tod“ bei Äsop: „Jeder Mensch hängt am Leben, selbst wenn es ihm schlecht geht.“ Der Unterschied ist die Aufzählung der Leiden des Holzfällers, seiner Frau und Kinder, sowie die Belastung durch Steuern, Zinsen, Fron und die Einquartierung von Soldaten. Dies spricht dafür, dass die Fabel zur Zeit der Holzmangelkrise (französisch Crise de l'Avènement) um 1661–1662 entstanden ist.
Zusammen mit seiner Fabel Der Tod und der Unglückliche, gehören beide zu La Fontaines sogenannten Doppelfabeln. Ihr Textinhalt ist sehr ähnlich, der Unterschied liegt hauptsächlich darin, dass der Unglückliche den Tod täglich herbeiruft, der Holzfäller jedoch nur ein einziges Mal.